# Quarzsandhandschuh

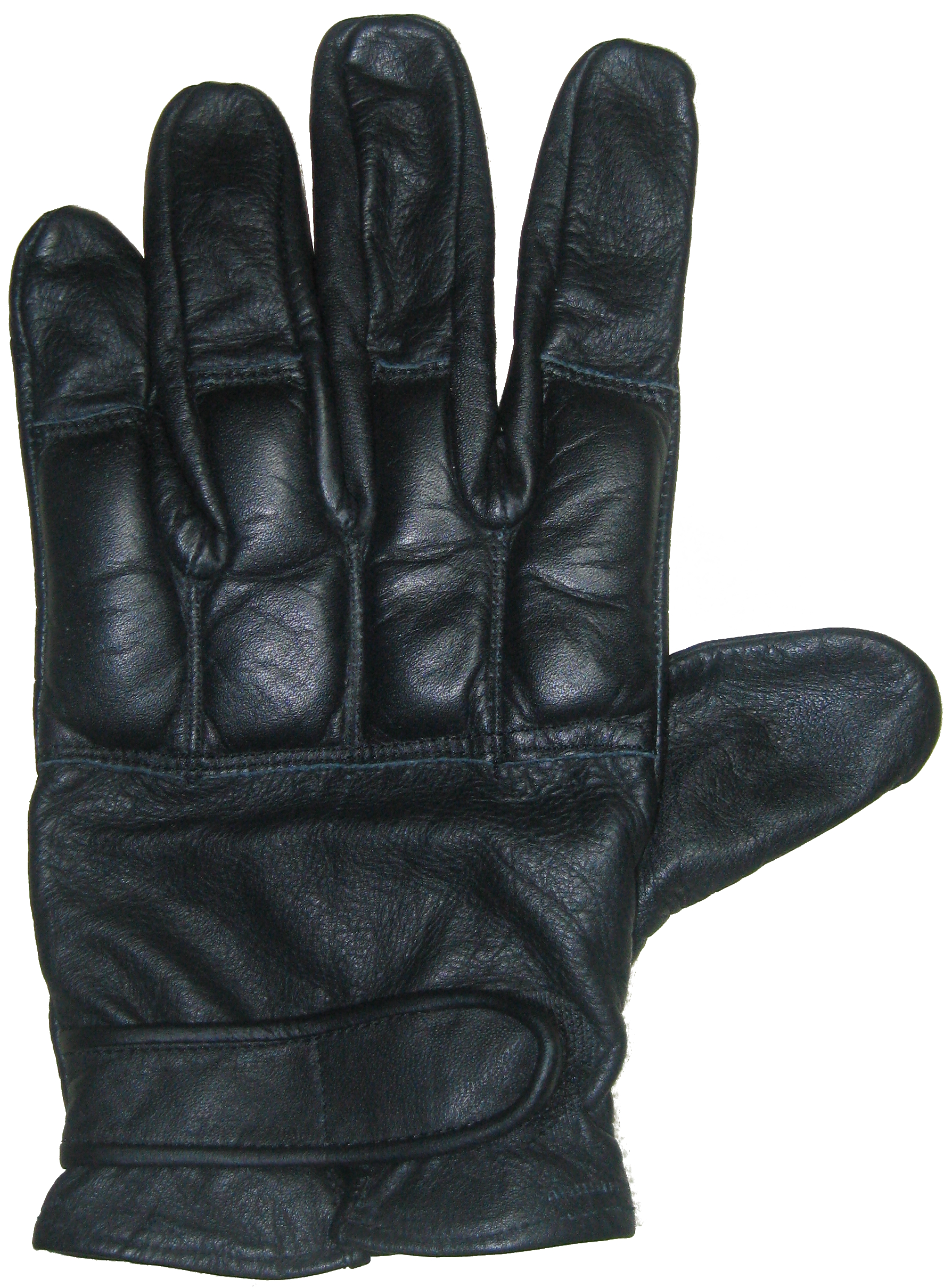
Quarzsandhandschuh für die linke Hand

Quarzsandhandschuhe, auch als schlagkraftverstärkende Handschuhe bekannt, kurz Schlaghandschuh, sind Handschuhe, die am Handrücken und im Bereich der Knöchel mit Protektoren aus feinem Quarzsand, seltener auch aus Bleistaub, versehen sind. Oft sind sie zusätzlich mit einer schnitthemmenden Einlage aus Kevlar ausgestattet.
Durch die Sandfüllung schützen die Handschuhe die Hände vor Schnittverletzungen (etwa bei Messerangriffen). Außerdem wirken – ähnlich wie beim Einsatz von Schlagringen – Faustschläge, die mit solchen Handschuhen erfolgen, deutlich stärker.
Medienberichten zufolge sind Quarzsandhandschuhe in Deutschland vor allem unter Türstehern und Polizisten, aber auch unter Hooligans und in der rechts- und linksradikalen Szene beliebt. Obwohl der Einsatz von Quarzsandhandschuhen durch Polizisten im Allgemeinen verboten ist, da sie keine offiziell genehmigten Ausrüstungsgegenstände sind und unverhältnismäßige Verletzungen verursachen können, gab der Vorsitzende einer Polizeigewerkschaft im Dezember 2008 an, dass viele Polizisten sie seit Jahren benutzten. Der vormalige Polizeipräsident in Berlin, Dieter Glietsch, bezeichnete den Fund von Quarzsandhandschuhen bei 12 von 30 Angehörigen eines Polizeizuges im Herbst 2008 als „Skandal“ und die Handschuhe selbst als „Waffe“. Quarzsandhandschuhe werden meist von Angehörigen der Bereitschaftspolizei eingesetzt, während polizeiliche Spezialeinheiten in der Regel über spezielle Einsatz- und Abseilhandschuhe, oft mit Schaumstoffprotektoren, verfügen.

## Rechtslage
Die Rechtslage ist international uneinheitlich. Innerhalb der Europäischen Union existieren bis auf Irland keine generellen Verbote von Quarzsandhandschuhen. In Irland sind sie nach dem Firearms and Offensive Weapons Act von 1990 illegal.
In Deutschland ist das Tragen von Quarzsandhandschuhen für Privatpersonen weitestgehend gestattet. Grundlage hierfür ist der Feststellungsbescheid des Bundeskriminalamtes. Ausgenommen sind alle Veranstaltungen, die dem Versammlungsgesetz (VersammlG) unterliegen, da diese Handschuhe dazu geeignet sind, „Vollstreckungsmaßnahmen eines Trägers von Hoheitsbefugnissen abzuwehren“ (§ 17a VersammlG).
Quarzhandschuhe wurden vom Bundesgerichtshof (4 StR 51/12) als gefährliches Werkzeug im Sinne des § 224 StGB, eingestuft, was bei einem entsprechenden Angriff zu einer Bestrafung wegen gefährlicher Körperverletzung führen kann. Zusätzlich hat der BGH (2 StR 297/24) entschieden, dass bei Schlägen mit Quarzsandhandschuhe u. U. von einem bedingten Tötungsvorsatz ausgegangen werden kann.
In einigen Ländern, darunter Australien und die Schweiz, sind sie als gefährliche Waffen klassifiziert und unterliegen Einschränkungen. In den USA sind sie in Massachusetts und Kalifornien verboten. In New York sind Quarzsandhandschuhe nicht ausdrücklich illegal, der Besitz ist aber verboten, wenn die Absicht besteht, sie als Waffe gegen Menschen einzusetzen.